# Ferenc Kiss (luchador)
Ferenc Kiss (Vas, 5 de enero de 1942 - 8 de septiembre de 2015) fue un luchador húngaro y medallista olímpico.

## Biografía
Debutó en los Juegos Olímpicos de Tokio 1964, donde no llegó a conseguir ninguna megalla; corriendo la misma suerte en los Juegos Olímpicos cuatro años después. Sin embargo en los celebrados en Múnich en 1972 consiguió la medalla de bronce en lucha grecorromana en la modalidad de 100 kg. En los mundiales consiguió dos medallas de plata, una en 1965 y otra en 1970. En los europeos, dos de oro —en 1967 y 1968— y una de plata en 1970.
Falleció el 8 de septiembre de 2015 a los 73 años de edad.